# Bo Welch
Pour les articles homonymes, voir Welch.
Bo Welch, né le 30 novembre 1951 à Yardley (Pennsylvanie), est un réalisateur et chef décorateur américain.

## Biographie
Il sort diplômé en architecture de l'Université de l'Arizona et est engagé dans un cabinet d'architectes mais, trouvant son travail ennuyeux, il démissionne en 1977. Il commence sa carrière au cinéma dans le département décoration en 1979. Pour son travail de chef décorateur, il a remporté le British Academy Film Award des meilleurs décors en 1992 pour Edward aux mains d'argent et a été nommé quatre fois à l'Oscar des meilleurs décors pour La Couleur pourpre, La Petite Princesse, Birdcage et Men in Black.
Il est marié depuis 1992 avec l'actrice Catherine O'Hara, avec qui il a deux enfants, Matthew (né en 1994) et Luke (né en 1997).

## Filmographie

### Réalisateur
- 2003 : Le Chat chapeauté
- 2017- 2019 : Les Désastreuses Aventures des orphelins Baudelaire (Saison 1, épisodes 7-8, Saison 2, épisodes 3-4, Saison 3, épisodes 7)

### Chef décorateur
- 1987 : Génération perdue, de Joel Schumacher
- 1988 : Beetlejuice, de Tim Burton
- 1988 : Voyageur malgré lui, de Lawrence Kasdan
- 1989 : SOS Fantômes 2, d'Ivan Reitman
- 1990 : Joe contre le volcan, de John Patrick Shanley
- 1990 : Edward aux mains d'argent, de Tim Burton
- 1991 : Grand Canyon, de Lawrence Kasdan
- 1992 : Batman : Le Défi, de Tim Burton
- 1994 : Wolf, de Mike Nichols
- 1995 : La Petite Princesse, d'Alfonso Cuarón
- 1996 : Birdcage, de Mike Nichols
- 1997 : Men in Black, de Barry Sonnenfeld
- 1998 : Primary Colors, de Mike Nichols
- 1999 : Wild Wild West, de Barry Sonnenfeld
- 2000 : De quelle planète viens-tu ?, de Mike Nichols
- 2002 : Men in Black 2, de Barry Sonnenfeld
- 2008 : Les Chimpanzés de l'espace, de Kirk DeMicco
- 2009 : Le Monde (presque) perdu, de Brad Silberling
- 2011 : Thor, de Kenneth Branagh
- 2012 : Men in Black 3, de Barry Sonnenfeld
- 2024 : Beetlejuice Beetlejuice, de Tim Burton

### Directeur artistique
- 1983 : La Nuit des juges, de Peter Hyams
- 1984 : Swing Shift, de Jonathan Demme
- 1984 : Une défense canon, de Willard Huyck
- 1985 : La Couleur pourpre, de Steven Spielberg
- 2017- 2019 : Les Désastreuses Aventures des orphelins Baudelaire